# Poznań
Poznań (AFI ['pɔz.naɲ], în germană Posen, în latină Posnania, în idiș פּױזן Pojzn), în contexte tradiționale numit și Stołeczne Miasto Poznań (literal, Orașul—Capitală Poznań) este al 5-lea oraș al Poloniei ca populație, și al 6-lea ca suprafață, ocupând o arie de 261,85 km². În 2008 avea o populație de 559.458 de locuitori. Este capitala voievodatului Polonia Mare și reședința powiat-ului poznański iar de la 1 ianuarie 1999 poartă și statutul de municipiu fiind exclus din powiat-ul înconjurător. Este străbătut de râul Warta, afluent al Odrei.
Orașul este un important centru economic, universitar, academic, științific și cultural. Industria, cândva foarte importantă în economia orașului, nu mai joacă un rol primordial, însă este în curs de modernizare. În Poznań se află opt școli de stat superioare, inclusiv patru universități și șaptesprezece școli superioare înființate din inițiativa unor oameni de știință. Împreună cu comunele vecine, formează o zonă metropolitană, impunându-se ca putere economică în regiune.
Poznań-ul este singurul oraș polonez menționat în imnul național al Poloniei, „Mazurca lui Dąbrowski”.

## Nume
Numele orașului vine probabil de la prenumele masculin slav Poznan adică cel cunoscut și înseamnă „aparținând lui Poznan”. O altă teorie este că numele Poznań ar fi derivat din verbul polonez poznać însemnând a recunoaște.
Primele menționări ale orașului au fost făcute de episcopul Thietmar de Merseburg în cronicile sale: Episcopus Poznaniensis („episcopul orașului Poznań”, din 970) și ab urbe Poznani („din orașul Poznań”, de la 1005). În afară de numele actual s-a folosit și variantele Posna și Posnan.
Numele oficial complet al orașului este Stołeczne Miasto Poznań (poloneză Orașul-Capitală Poznań). Este cunoscut ca Posen în limba germană, iar când a aparținut Imperiului German, între 20 august 1910 și 28 noiembrie 1918, a fost folosită și denumirea ceremonială Haupt- und Residenzstadt Posen (Orașul-Capitală și Reședință Poznań). Denumirea latină, folosită totuși destul de rar, este Posnania. Limba idiș a preluat numele german, dându-i forma פּױזן, care se poate fi transliterată cu alfabetul latin ca Poyzn.

## Istorie

### Epoca modernă
În anul 1571, în contextul contrareformei, regele Ștefan Báthory i-a chemat pe iezuiți în oraș, cu scopul de a întemeia colegiul iezuit din Poznań. Acest colegiu a fost prima instituție de învățământ superior din oraș.

### Perioada interbelică și al Doilea Război Mondial
Insurecția din Polonia Mare din 1918 – 1919

### După 1945
Protestele de la Poznań din 1956

## Geografie

### Amplasare și caracteristici geografice

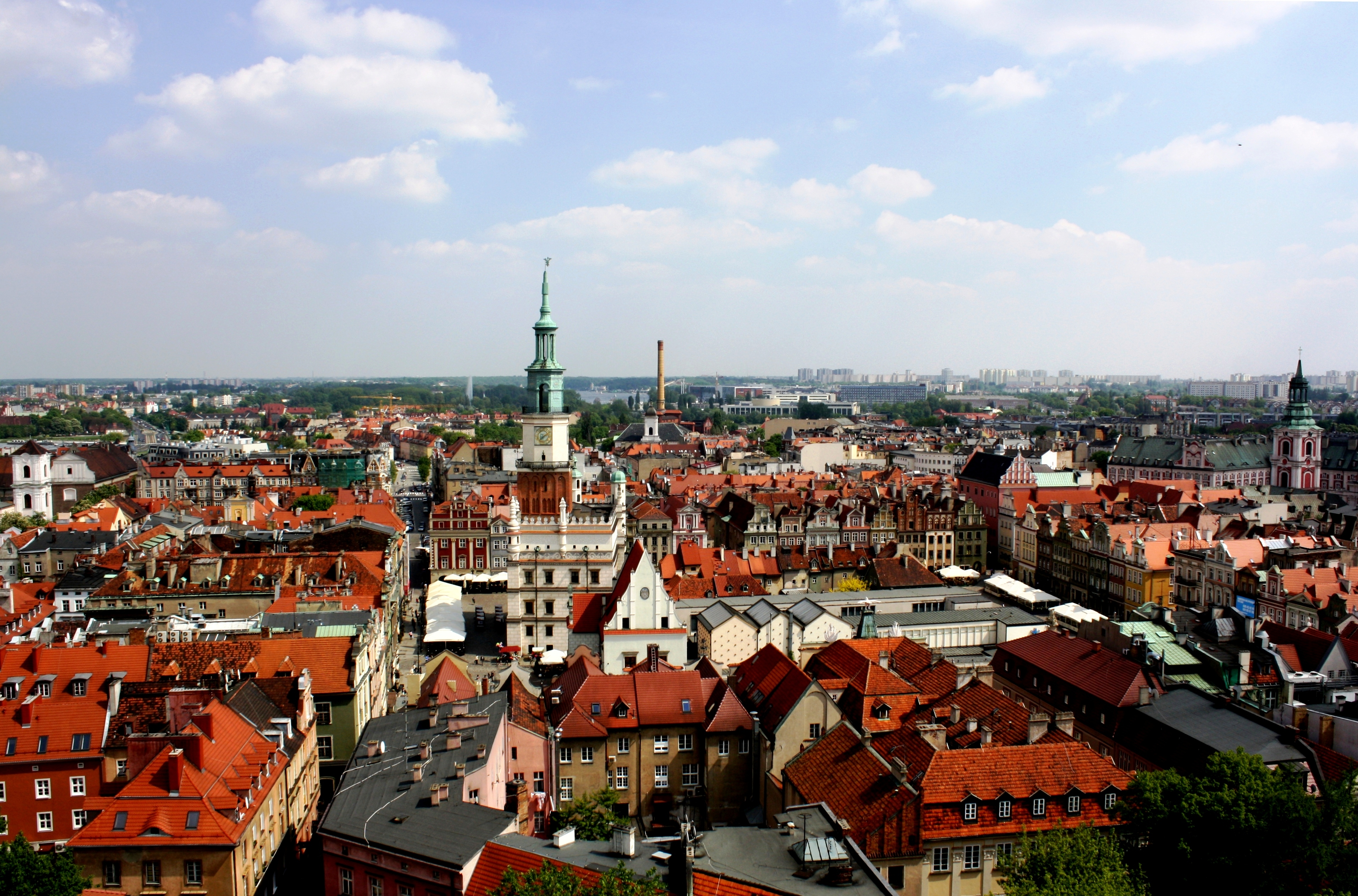
Vedere panoramică a oraşului.

Poznań se află în partea de vest a Poloniei, în partea de centru-vest a voievodatului Polonia Mare și acoperă o suprafață de 261,85 km². Este străbatut de râul Warta și afluenții săi mai mici. De asemenea, în cadrul marginilor orășenești se găsesc mai multe lacuri, pârâuri, ș.a.m.d. Din punctul de vedere geografic, este partea macroregiunii lacustre Polonia Mare. Din punctul de vedere administrativ este un municipiu înconjurat de powiat poznański, cel mai populat în Polonia. Orașul se învecinează cu 11 comune.
Cel mai înalt punct al orașului este Góra Moraska cu înălțimea de 157 m, situată la Rezervația naturală Meteoritul Morasko, în jurul extremității septentrionale ale orașului. Malurile Wartei formează împreună cel mai jos punct în cadrul frontierelor urbane, ele fiind situate în medie la 53 m deasupra nivelului mării. Înălțimea medie oscilează la 107–110 m.
Zonele urbanizate formează 41% sau 106,69 km² din întreaga suprafață a orașului. Se poate observa că orașul se dezvoltă spre nord, către frontiera cu comunele Czerwonak și Suchy Las. În cartierele Piątkowo (pronunțare Piontkovo), Naramowice și Strzeszyn (pronunțare Stjeșin), se construiesc mai mult clădiri de locuit, în timp ce în centrul civic se ridică zgârie-nori destinați activităților comerciale.
Parcurile, pădurile, grădinile și zonele de recreație ocupă 27% din suprafața administrativă a orașului, ceea ce reprezintă 72 km². Pădurile naturale formează patru fâșii mari, care se întind către văile Wartei și cele ale afluenților săi– la Dębiec, Golęcin, Malta și Naramowice. În plus, există și zone verzi în centrul orașului, spre exemplu Parcul Cytadela, cel mai mare din Poznań, amenajat acolo unde erau anterior fortificațiile fortăreței Poznań sau grădina zoologică veche la Jeżyce. De asemenea, 21,6% sau 57,6 km² din suprafața orașului este folosită în scopuri agricole.

## Administrație

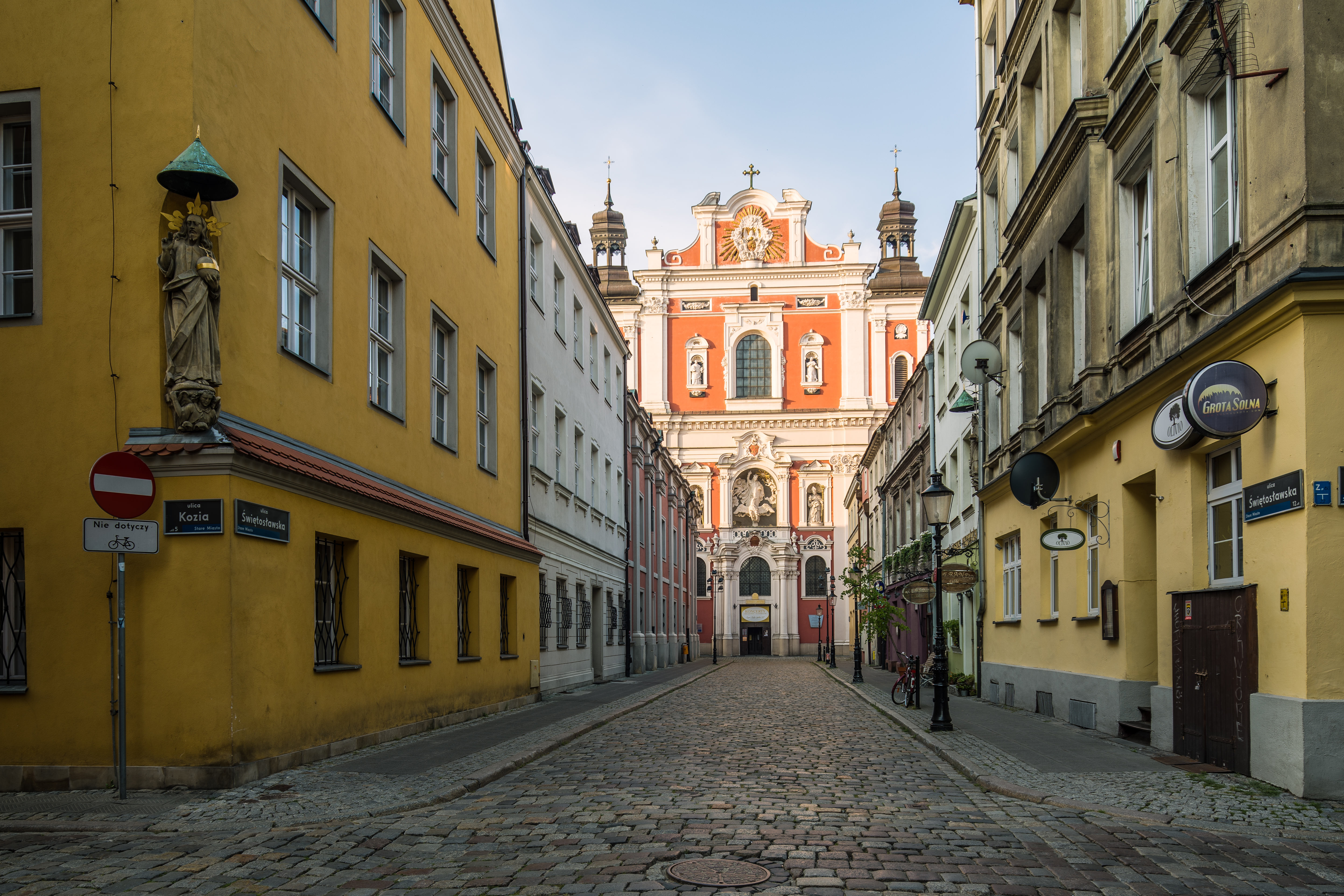
Strata Swietoslawska

### Împărțire administrativă
Deși Poznań este formal împărțit în cinci cartiere, acestea nu sunt unitățile administrative adevărate, ci mai degrabă dețin un rol auxiliar, având unele instituții proprii comunei separate. Mai există și 42 de unități mai mici, așa-zisele osiedla (sing. osiedle).

## Transport

### Transport în comun

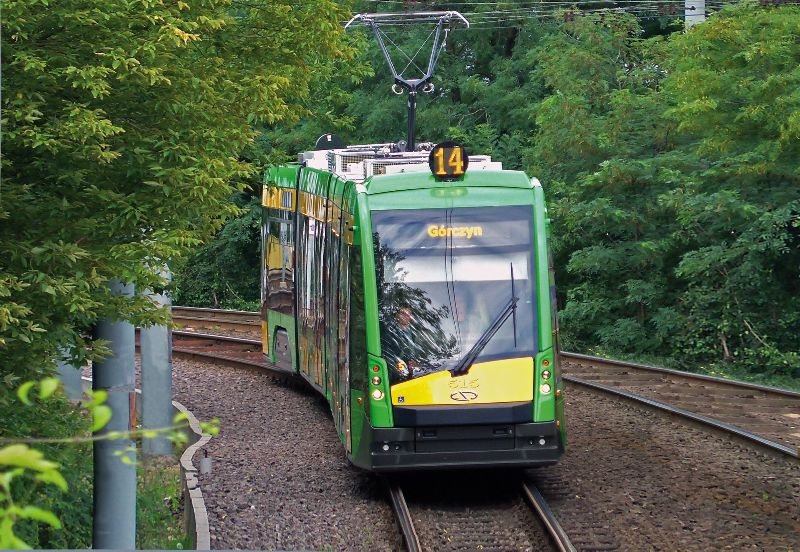
Tramvaiul Solaris

În timpul zilei, în oraș circulă 19 linii de tramvai și 54 de linii de autobuz. Sistemul de transport este organizat astfel încât autobuzele să nu intre în centrul orașului, asigurând în schimb acces la stații de tramvai. În cartierele Górczyn, Piątkowo, Starołęka și Śródka există autogări destinate autobuzelor urbane și suburbane, în jurul cărora se găsesc capetele liniilor de tramvai, ceea ce ușurează schimbul. Poznań dispune de un metrou ușor, de fapt complet integrat în rețeaua tramvaielor– liniile 12, 14, 15, 16 și 26 folosesc șine separate de restul traficului pe care se poate circula cu o viteză mai mare decât în celelalte părți ale orașului.
Noaptea, circulă o linie de tramvai din centru spre Piątkowo (pe șinele metroului ușor) și 21 de linii de autobuz. Autobuzele de noapte leagă centrul cu cartierele mai îndepartate sau, ca rol auxiliar, circulă între depouri.

## Sport
Lech Poznań este un club de fotbal, 7 ori campioană națională. Stadionul Municipal are o capacitate de 43.269 locuri.

## Personalități născute aici
- Przemysł al II-lea (1257 - 1296), rege al Poloniei;
- Elisabeta Richza (1288 - 1335), regină a Poloniei;
- Józef Maria Hoene-Wroński (1776 - 1853), filozof, matematician;
- Paweł Edmund Strzelecki (1797 - 1873), explorator;
- Robert Remak (1815 - 1865), medic german;
- Heinrich Caro (1834 - 1910), chimist german;
- Leo Königsberger (1837 - 1921), matematician;
- Paul von Hindenburg (1847 - 1934), președinte al Republicii de la Weimar;
- Günther von Kluge (1882 - 1944), feldmareșal german;
- Arkady Fiedler (1894 - 1985), scriitor, explorator;
- Arthur Liebehenschel (1901 - 1948), ofițer SS;
- Lilli Palmer (1914 - 1986), actriță;
- Henner Henkel (1915 - 1943), jucătoare de tenis;
- Zygmunt Bauman (1925 - 2017), sociolog, filozof;
- Krzysztof Komeda (1931 - 1969), compozitor;
- Marek Jędraszewski (n. 1949), arhiepiscop de Cracovia și de Łódź;
- Anna Jantar (1950 - 1980), cântăreață;
- Wojciech Fibak (n. 1952), jucător de tenis;
- Tommy Wiseau (n. 1955), actor, regizor american;
- Rafał Szukała (n. 1971), înotător;
- Mirosław Szymkowiak (n. 1976), fotbalist;
- Maciej Żurawski (n. 1976), fotbalist;
- Szymon Ziółkowski (n. 1976), atlet;
- Sylwia Grzeszczak (n. 1989), cântăreață;
- Magda Linette (n. 1992), jucătoare de tenis;
- Jac Jagaciak (n. 1994), fotomodel;
- Robert Gumny (n. 1998), fotbalist.

## Galerie de imagini

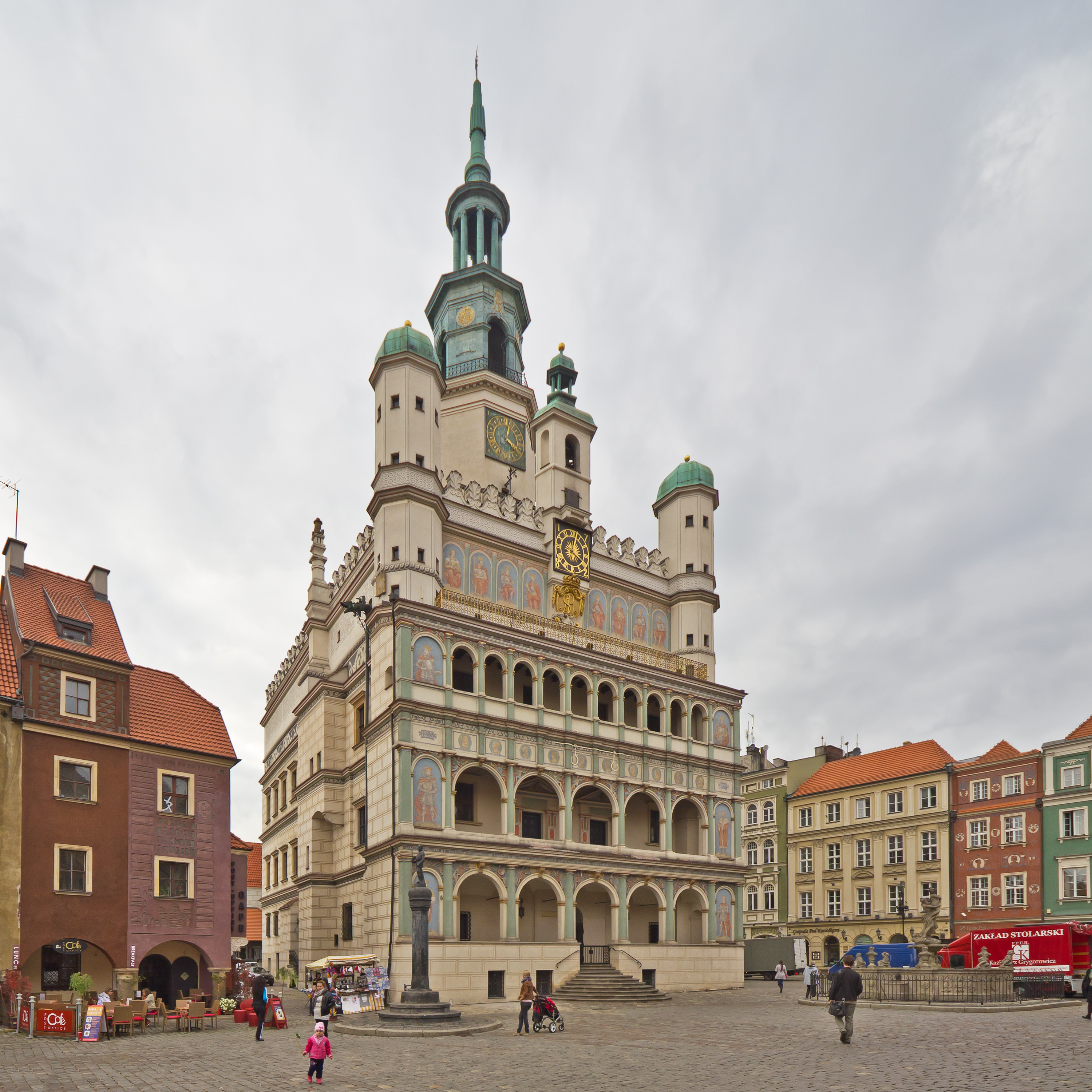
Primăria
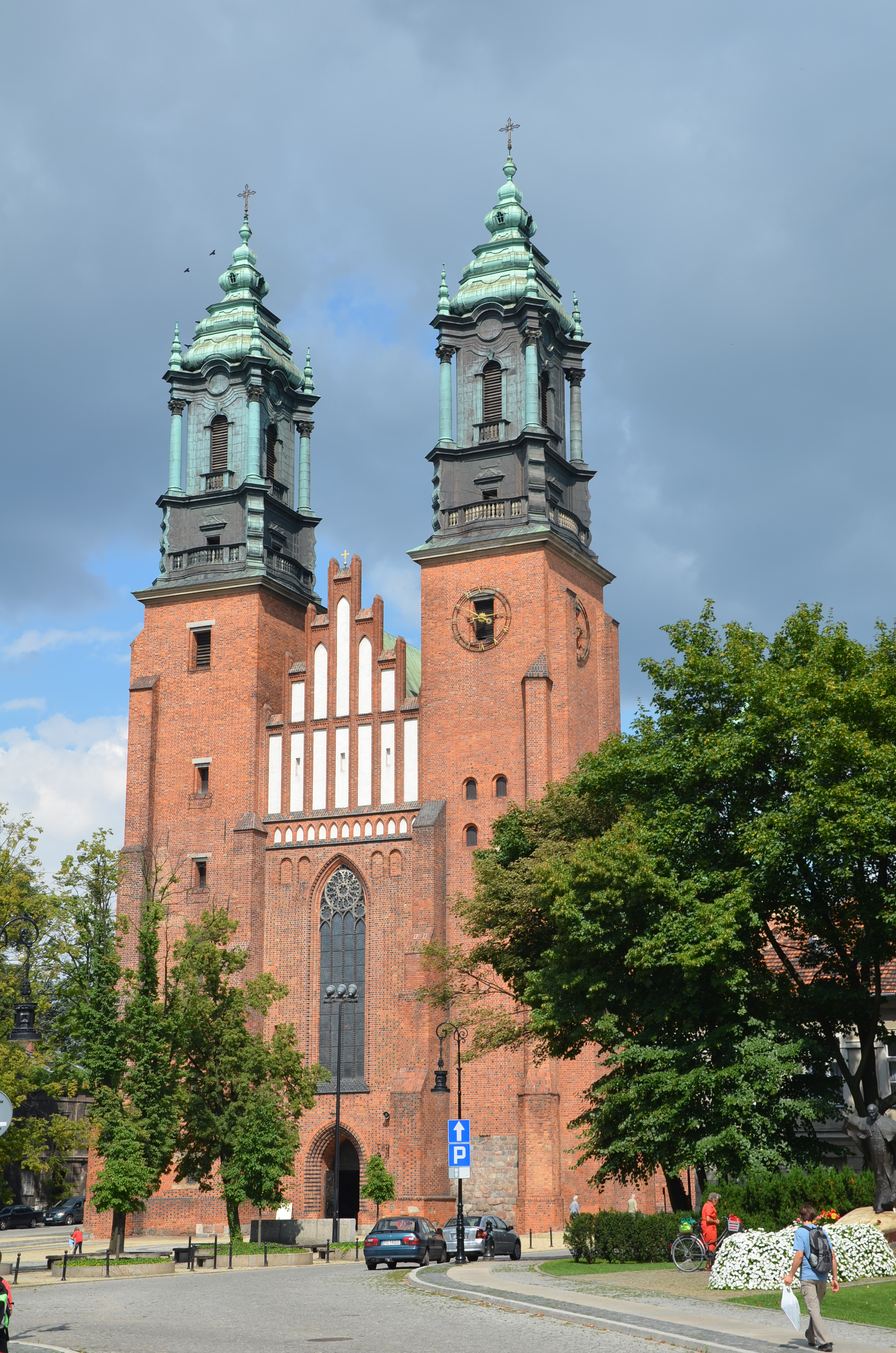
Catedrala din Poznań
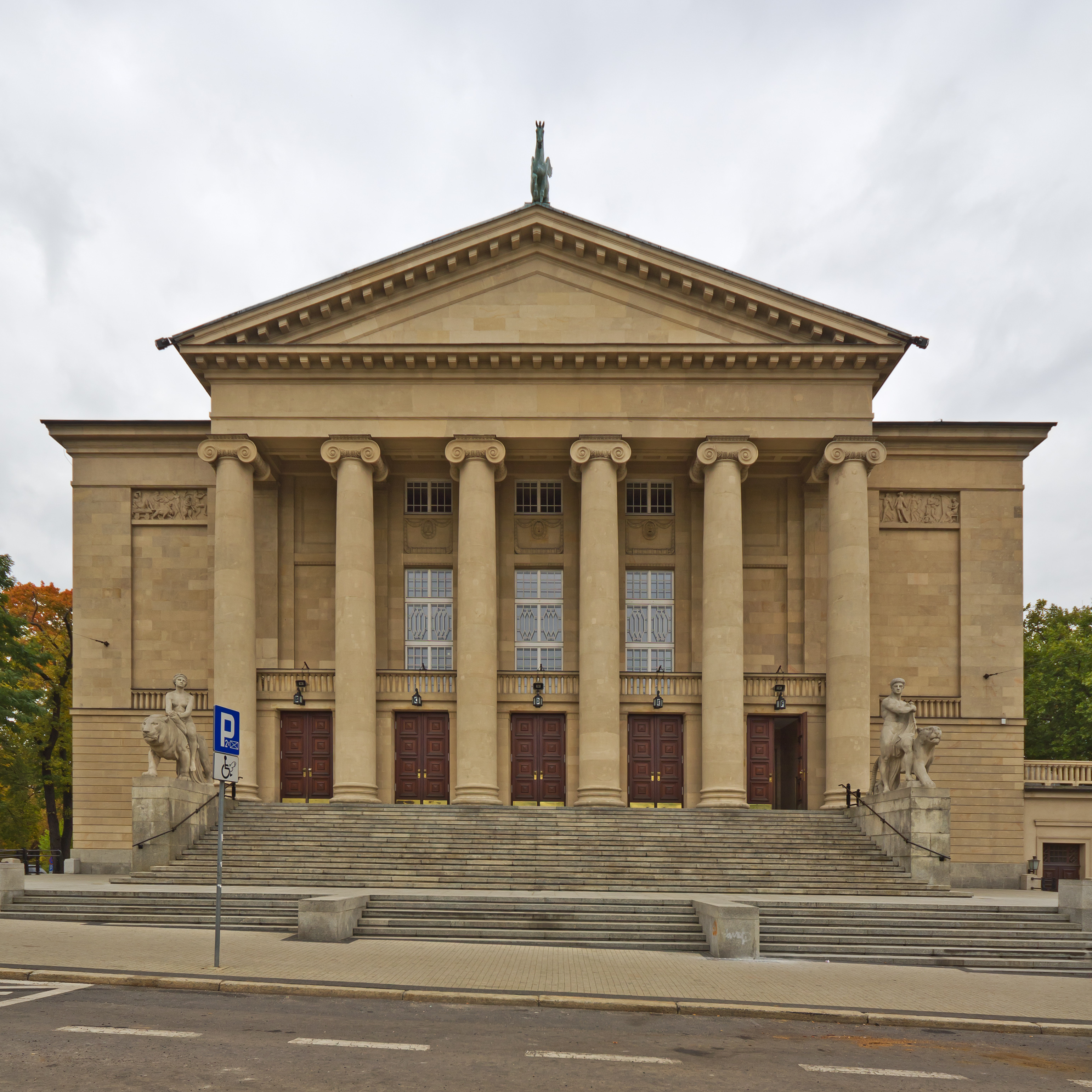
Marele Teatru
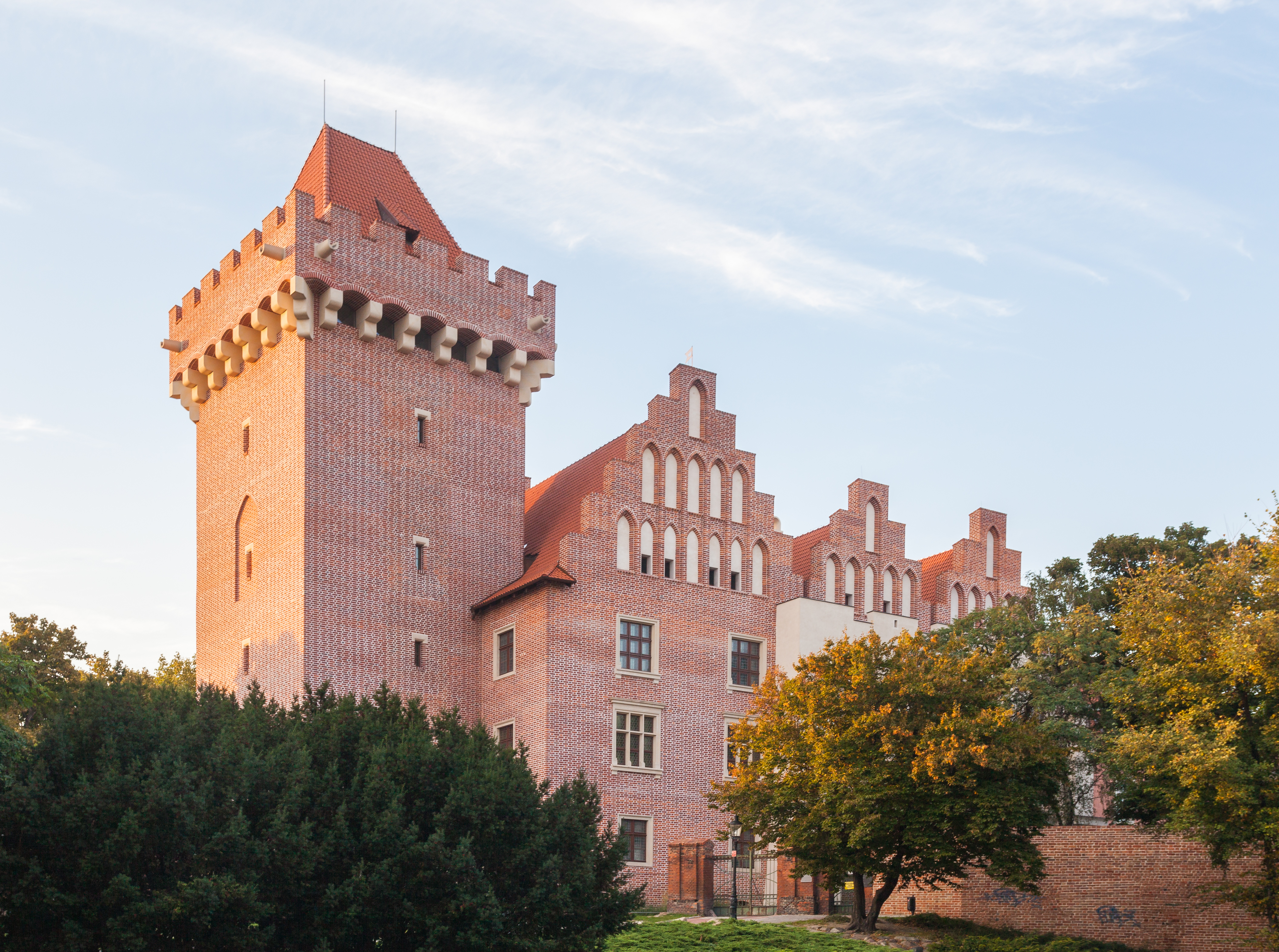
Castelul Regal
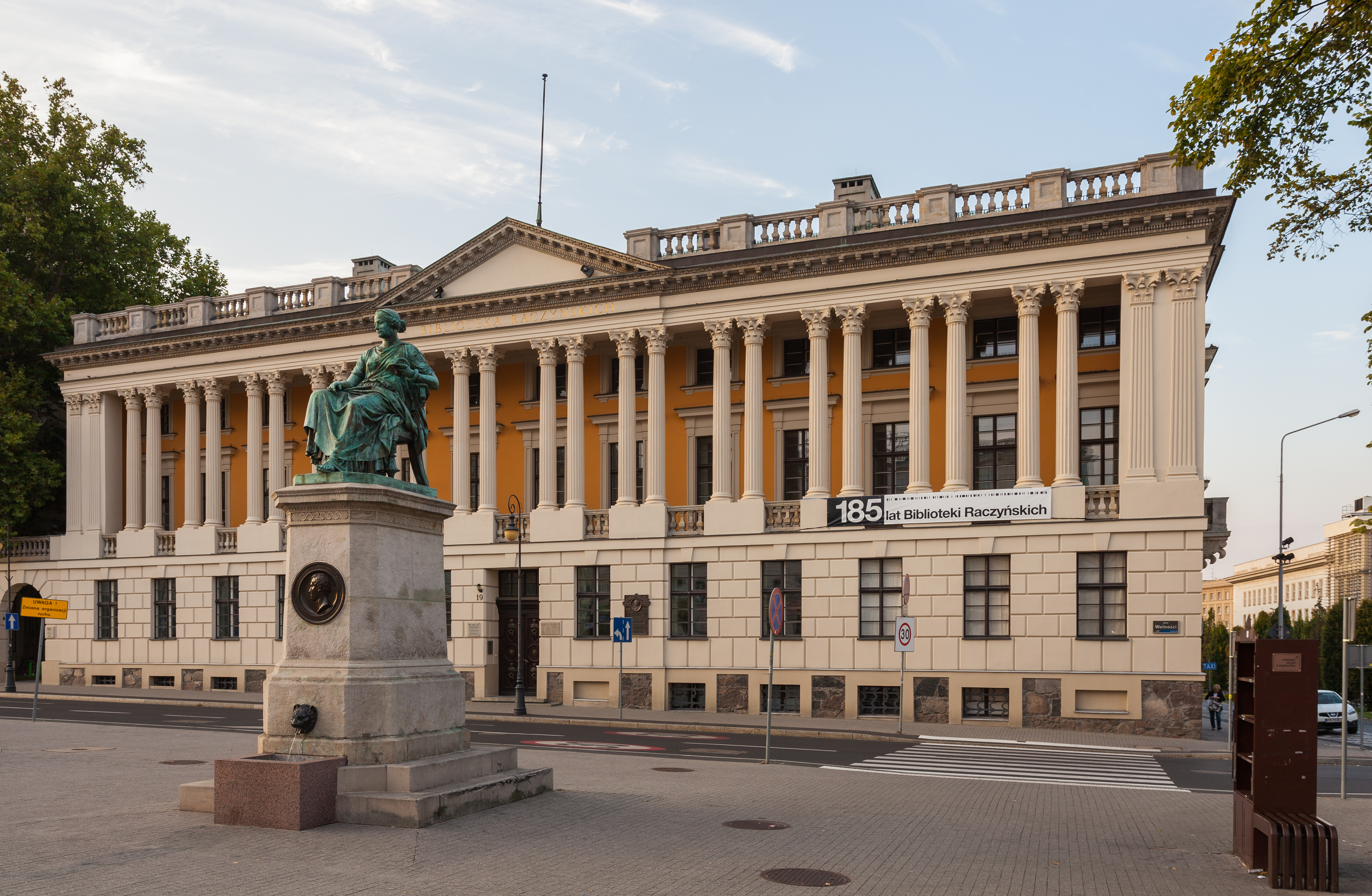
Bibliotecă Raczyński
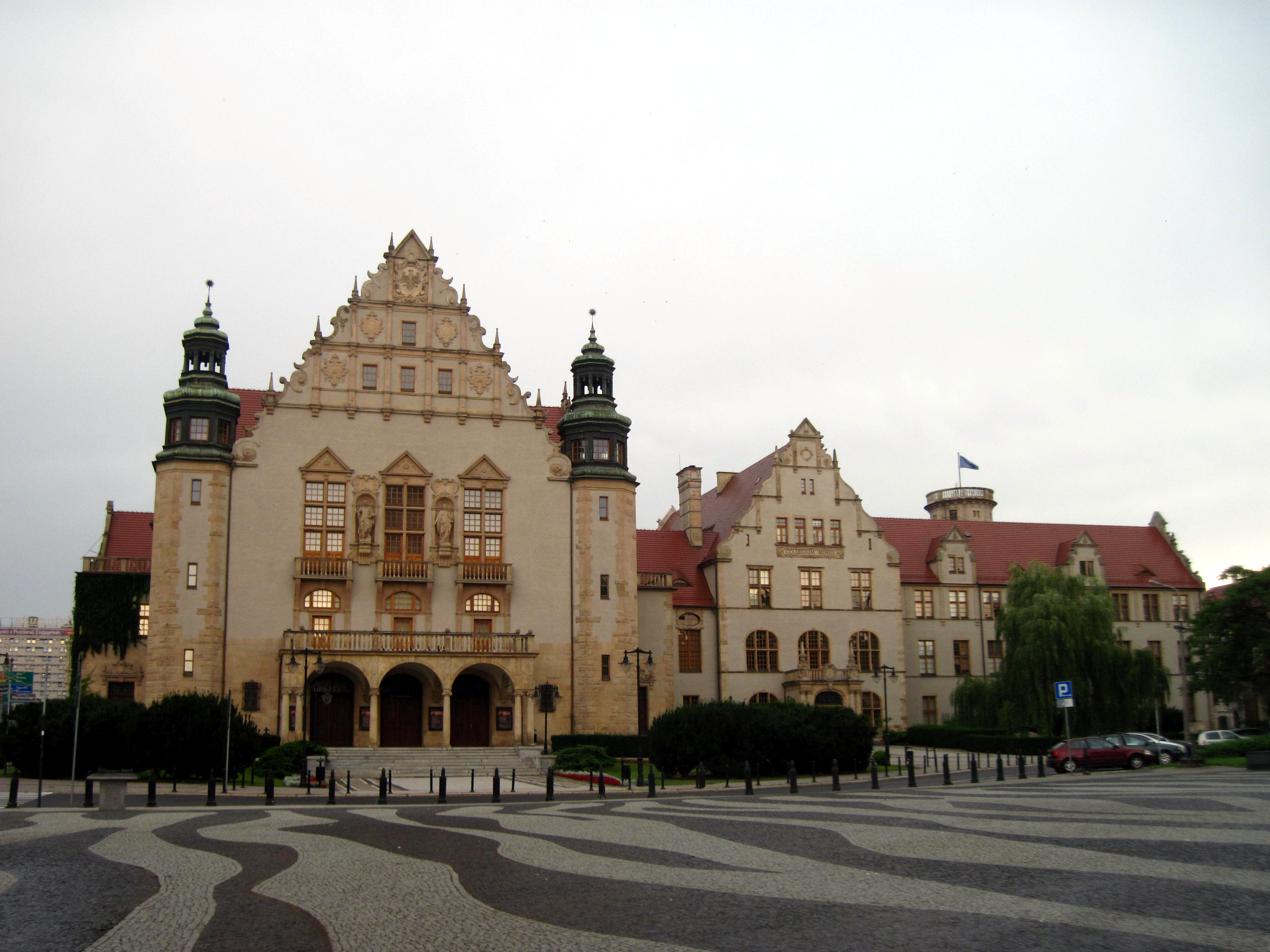
Universitatea Adam Mickiewicz
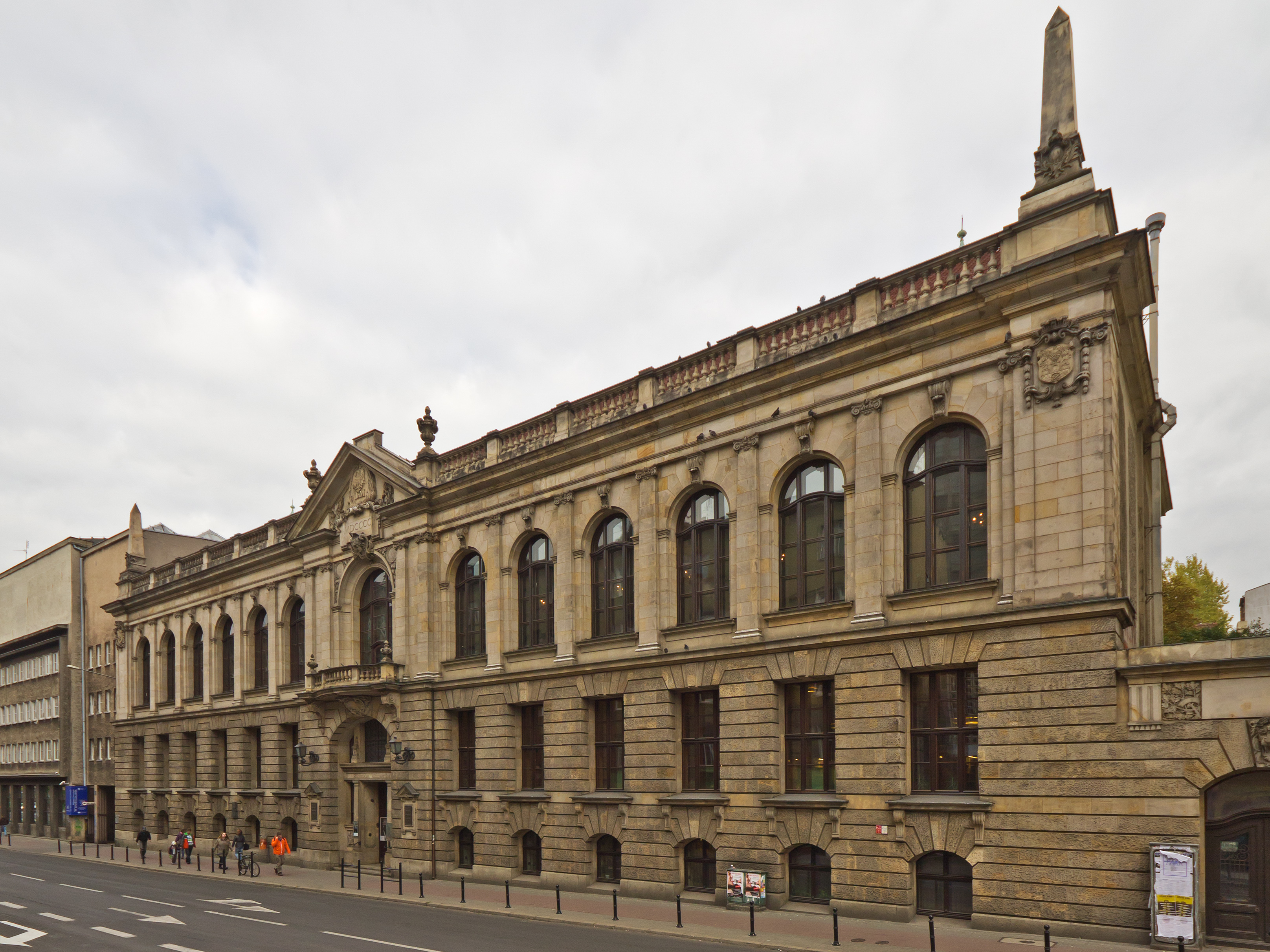
Biblioteca Universității
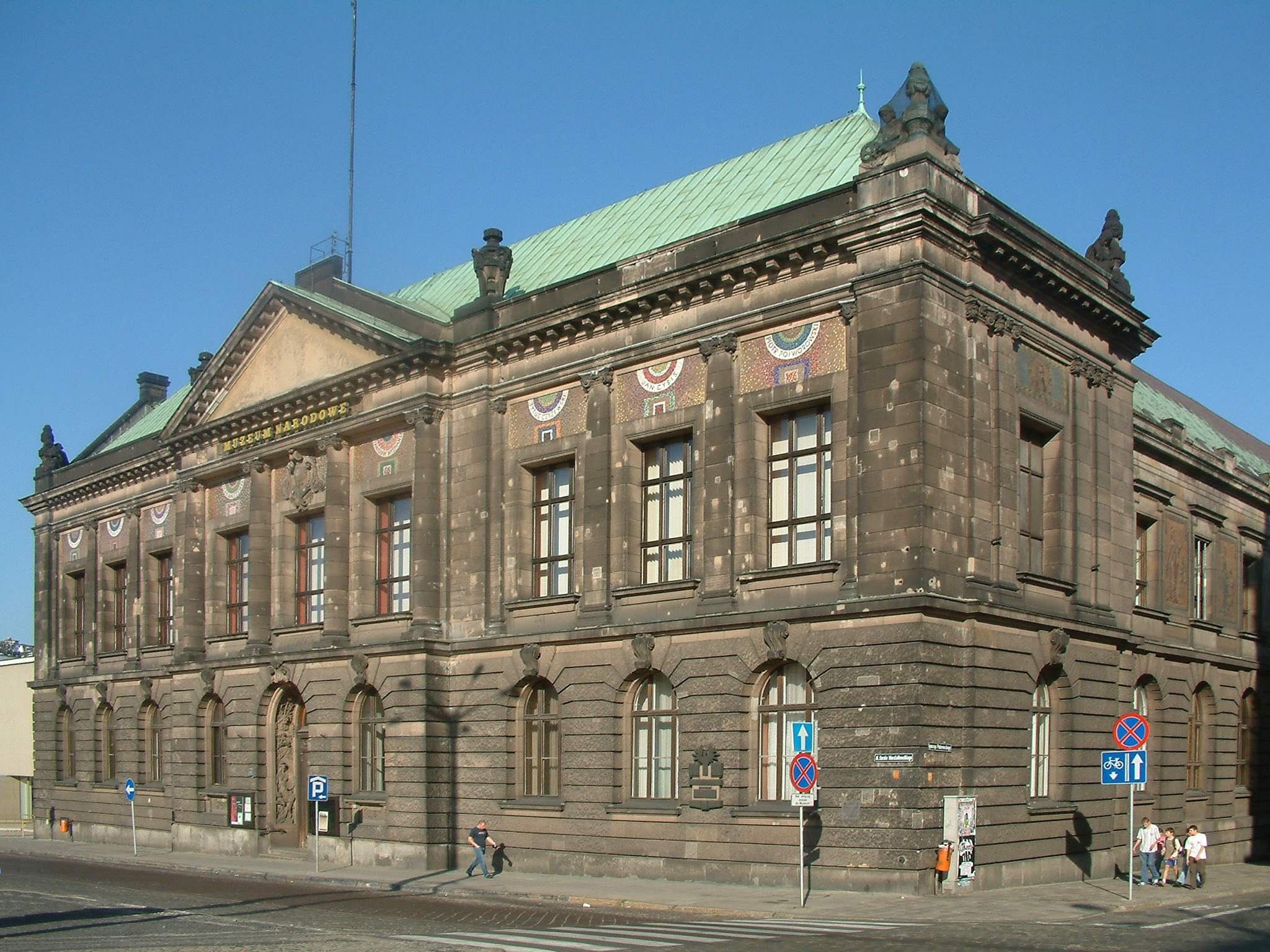
Muzeul Național din Poznań
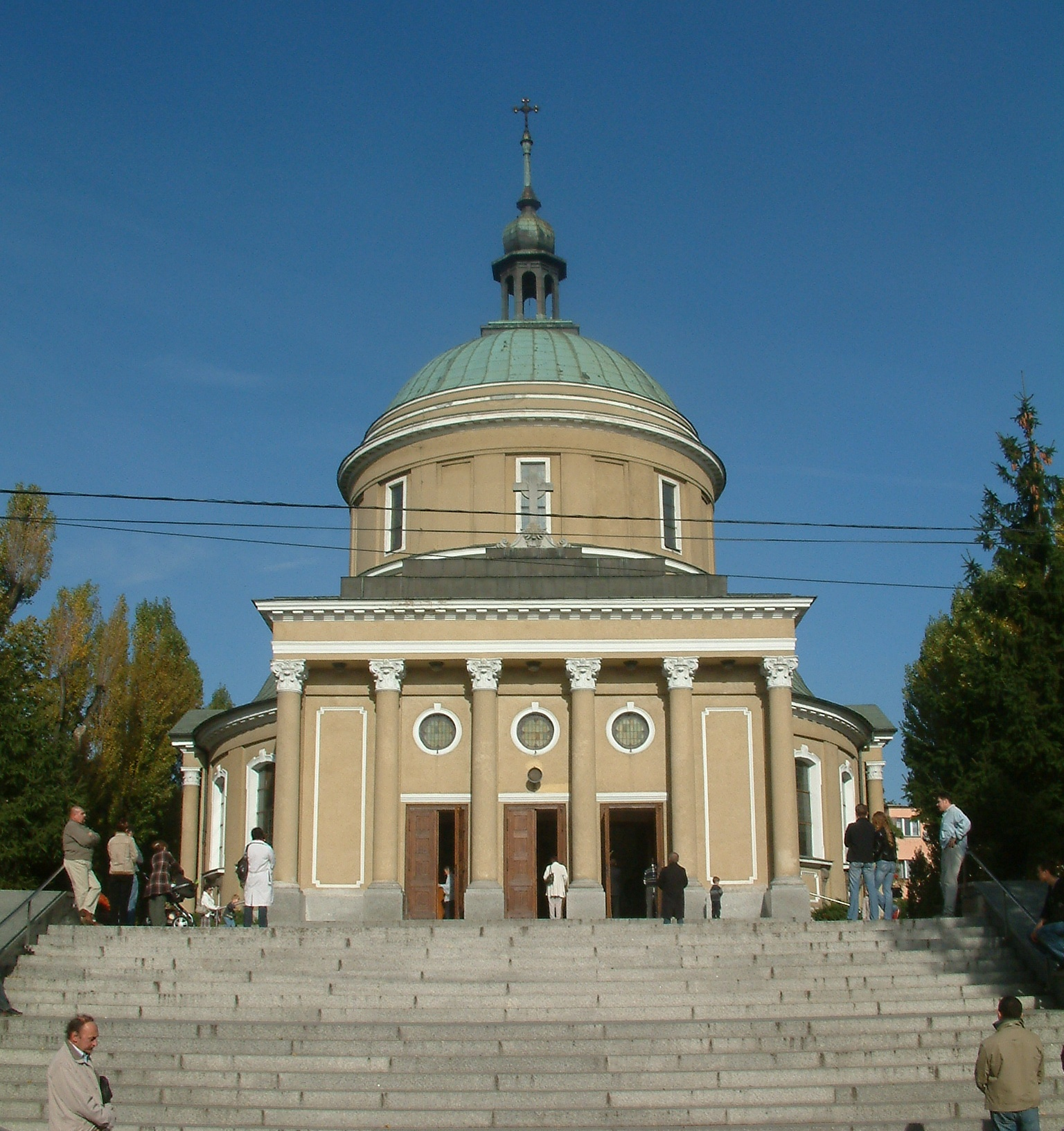
Biserica Sfântul Ioan Vianney
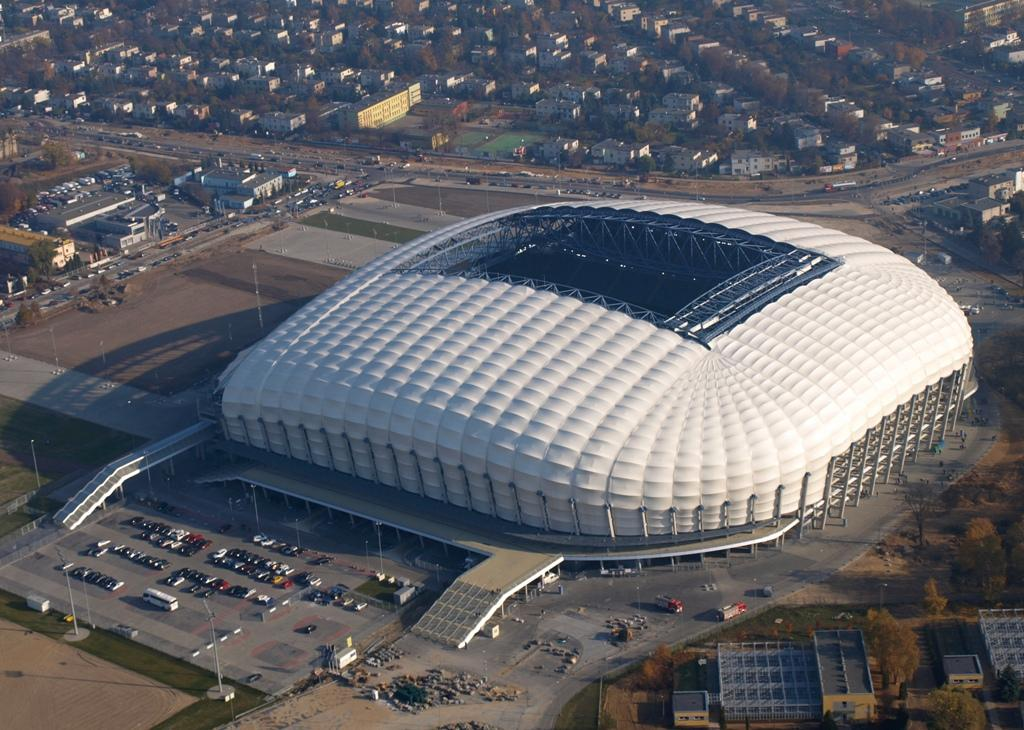
Stadionul Municipal